# William Morris (tirador)
William B. Morris va ser un tirador britànic que va competir a començaments del segle xx. El 1908 va prendre part en els Jocs Olímpics de Londres, on guanyà la medalla de bronze en la competició de fossa olímpica per equips, mentre en la prova individual fou vintè.